# Stangea
Stangea es un género de plantas con flores perteneciente a la familia Valerianaceae. Comprende seis especies.
Está considerado un sinónimo del género Valeriana L.

## Especies seleccionadas
- Stangea emiliae
- Stangea erikae
- Stangea henrici'